# Sodiq Yusuff
Sodiq Yusuff, né le 19 mai 1993 à Lagos (Nigeria), est un pratiquant nigérian naturalisé américain d'arts martiaux mixtes (MMA). Il combat actuellement dans la division des poids plumes de l'Ultimate Fighting Championship. 

## Biographie

### Jeunesse
Sodiq Olamide Yusuff naît à Lagos, au Nigeria.
Il grandit dans une communauté polygame, il a 16 frères et sœurs nés de quatre mères différentes.
À l'âge de 9 ans, sa mère et lui immigrent aux États-Unis et s'installent à Baltimore.

### Carrière dans les arts martiaux mixtes

#### Parcours au sein de l'Ultimate Fighting Championship (2018-)
Sodiq Yusuff prend part à la deuxième saison des Dana White's Contender Series. Le 24 juillet 2018, il vainc Mike Davis (en) par décision unanime au terme de 3 rounds de grande intensité pour décrocher un contrat avec l'UFC.
Il dispute son premier combat dans la fédération le 1er décembre 2018, qu'il remporte par KO technique au 1er round face à l'Australien Suman Mokhtarian. Cette victoire, qu'il dédie à son frère Tope disparu le mois passé, lui vaut d'obtenir son premier bonus de Performance de la soirée.
Le 30 mars 2019, il remporte son deuxième combat à l'UFC en vainquant Sheymon Moraes (en) via décision unanime.
Le 17 août suivant, lors de l'UFC 241, il bat Gabriel Benítez (en) par KO avec un crochet du poing droit sur un contre, au 1er round.
Le 18 janvier 2020, lors de l'UFC 246, Yusuff décroche une nouvelle victoire en vainquant Andre Fili (en) via décision unanime.
Le 10 avril 2021, Sodiq Yusuff concède sa première défaite au sein de l'UFC en s'inclinant face à Arnold Allen, via décision unanime.
Le 12 mars 2022, il défait Alex Caceres (en) via décision unanime.
Le 1er octobre 2022, il vient à bout de Don Shainis en le soumettant avec un étranglement en guillotine à la 30e seconde du 1er round.
L'an suivant, le 14 octobre 2023, lors de son premier combat en tête d'affiche d'un gala de l'UFC, Yusuff s'incline par décision unanime contre le vétéran Edson Barboza au terme d'un affrontement désigné Combat de la soirée,.
Le 13 avril 2024, lors de l'UFC 300, il perd via KO technique contre le Brésilien Diego Lopes.

## Activités autres
En 2024, Sodiq Yusuff prête sa voix au personnage de Sunday Adelekan dans la mini-série des studios d'animation Walt Disney Iwájú.

## Vie privée
En novembre 2018, Sodiq Yusuff perd son frère Tope, mort d'une fièvre typhoïde l'ayant plongé dans un coma.
En janvier 2020, Yusuff acquiert la citoyenneté américaine.
En 2021, après avoir contracté un Covid long l'ayant plongé dans une période d'inactivé et une dépression corollaire, Sodiq Yusuff a songé à mettre un terme à sa carrière.

## Palmarès en arts martiaux mixtes
| 18 combats     | 13 victoires | 5 défaites |
| Par KO         | 6            | 2          |
| Par soumission | 1            | 0          |
| Sur décision   | 6            | 3          |

| Résultat | Record | Adversaire       | Méthode                                  | Événement                                           | Date             | Round | Temps | Lieu                                       | Notes                     |
| -------- | ------ | ---------------- | ---------------------------------------- | --------------------------------------------------- | ---------------- | ----- | ----- | ------------------------------------------ | ------------------------- |
| Défaite  | 13-5   | Mairon Santos    | Décision (unanime) (30–27, 30–27, 29–28) | Soirée de combat UFC : Burns contre Morales         | 17 mai 2025      | 3     | 5:00  | Enterprise, Nevada, États-Unis             |                           |
| Défaite  | 13-4   | Diego Lopes      | TKO (coups de poing)                     | UFC 300: Pereira vs. Hill                           | 13 avril 2024    | 1     | 1:29  | Las Vegas, Nevada, États-Unis              |                           |
| Défaite  | 13-3   | Edson Barboza    | Décision unanime                         | UFC Fight Night: Yusuff vs. Barboza                 | 14 octobre 2023  | 5     | 5:00  | Las Vegas, Nevada, États-Unis              | Combat de la soirée.      |
| Victoire | 13-2   | Don Shainis      | Soumission (étranglement en guillotine)  | UFC Fight Night: Dern vs. Yan                       | 1er octobre 2022 | 1     | 0:30  | Las Vegas, Nevada, États-Unis              |                           |
| Victoire | 12-2   | Alex Caceres     | Décision unanime                         | UFC Fight Night: Santos vs. Ankalaev                | 12 mars 2022     | 3     | 5:00  | Las Vegas, Nevada, États-Unis              |                           |
| Défaite  | 11-2   | Arnold Allen     | Décision unanime                         | UFC on ABC: Vettori vs. Holland                     | 10 avril 2021    | 3     | 5:00  | Las Vegas, Nevada, États-Unis              |                           |
| Victoire | 11-1   | Andre Fili       | Décision unanime                         | UFC 246: McGregor vs. Cowboy                        | 18 janvier 2020  | 3     | 5:00  | Las Vegas, Nevada, États-Unis              |                           |
| Victoire | 10-1   | Gabriel Benítez  | KO (coup de poing)                       | UFC 241: Cormier vs. Miocic II                      | 17 août 2019     | 1     | 4:14  | Anaheim, Californie, États-Unis            |                           |
| Victoire | 9-1    | Sheymon Moraes   | Décision unanime                         | UFC on ESPN: Barboza vs. Gaethje                    | 30 mars 2019     | 3     | 5:00  | Philadelphie, Pennsylvanie, États-Unis     |                           |
| Victoire | 8-1    | Suman Mokhtarian | TKO (coups de poing)                     | UFC Fight Night: dos Santos vs. Tuivasa             | 2 décembre 2018  | 1     | 2:14  | Adélaïde, Australie-Méridionale, Australie | Performance de la soirée. |
| Victoire | 7-1    | Mike Davis       | Décision unanime                         | Dana White's Contender Series : Saison 2, Épisode 6 | 24 juillet 2018  | 3     | 5:00  | Las Vegas, Nevada, États-Unis              |                           |
| Victoire | 6-1    | Dylan Tuke       | TKO (coups de poing)                     | Brave CF 10: The Kingdom Rises                      | 2 mars 2018      | 1     | 0:35  | Amman, Jordanie                            |                           |
| Défaite  | 5-1    | Luis Gomez       | KO (coups de poing)                      | Titan FC 47: Yusuff vs. Gomez                       | 15 décembre 2017 | 1     | 4:12  | Fort Lauderdale, Floride, États-Unis       |                           |
| Victoire | 5-0    | Vadim Ogar       | KO (coup de poing)                       | CFFC 66: Webb vs. Wilson                            | 5 août 2017      | 1     | 0:30  | Atlantic City, New Jersey, États-Unis      |                           |
| Victoire | 4-0    | Chuka Willis     | Décision unanime                         | Victory FC 56: Stots vs. Emerson                    | 14 avril 2017    | 3     | 5:00  | Omaha, Nebraska, États-Unis                |                           |
| Victoire | 3-0    | Devin Turner     | TKO (coups de poing)                     | Victory FC 54: Pitolo vs. Kayne 2                   | 9 décembre 2016  | 2     | 2:25  | Omaha, Nebraska, États-Unis                |                           |
| Victoire | 2-0    | John Ramirez     | Décision unanime                         | Victory FC 52                                       | 16 juillet 2016  | 3     | 5:00  | Omaha, Nebraska, États-Unis                |                           |
| Victoire | 1-0    | Alvin Mercer     | TKO (coups de poing)                     | Shogun Fights XIV                                   | 16 avril 2016    | 2     | 0:22  | Baltimore, Maryland, États-Unis            |                           |